# Eugène-Barthélemy Verboeckhoven
Pour les articles homonymes, voir Verboeckhoven.
Eugène Barthélemy ou E-B Verboeckhoven, né à Gand, le 13 mars 1825 et mort à Bruxelles, le 5 septembre 1907, est un peintre belge.
Son champ pictural couvre essentiellement les scènes de genre, les portraits et les figures.

## Biographie

### Famille
Eugène-Barthélemy Verboeckhoven, né à Gand le 13 mars 1825, est le fils aîné du peintre animalier Eugène Verboeckhoven (1798-1881) et de Pauline Hebbelinck (1798-1882), mariés à Gand le 19 juillet 1822. 
Eugène-Verboeckhoven épouse à Bruxelles le 28 mai 1850 Pauline Verbist (1831-1895). Le couple a deux fils : Eugène (1851-1876), célibataire et Albert (1853-1905), comptable, puis industriel.

### Carrière
Pour la première fois, Eugène-Barthélemy Verboeckhoven participe à une exposition triennale belge : le Salon de Bruxelles de 1851, où il expose le portrait de l'infante Isabelle Fernande de Bourbon installée dans la capitale belge. Il est ensuite présent lors du Salon de Bruxelles de 1854. Sa carrière picturale est brève. Il devient négociant tanneur avant 1870 et possède, à la rue du chapître à Anderlecht, un atelier spécialisé dans les produits de corroyage qu'il présente à l'Exposition universelle de 1873 à Vienne, puis à l'Exposition universelle de 1878 à Paris.
Homme politique, il se consacre à son mandat échevinal à Schaerbeek de 1861 à 1867, à l'époque où le parti libéral dirige la commune en pleine expansion. Il exerce également, en 1875, les fonctions de juge au tribunal de commerce de Bruxelles.
Eugène-Barthélemy Verboeckhoven, meurt, à l'âge de 82 ans, rue des deux églises, no 5 à Bruxelles, le 5 septembre 1907. Ses funérailles ont lieu deux jours plus tard,.

## Œuvre

### Caractéristiques
Son champ pictural couvre essentiellement les scènes de genre, les portraits et les figures.

### Expositions
- Salon de Bruxelles de 1851 : Portrait de S.A.R. l'infante d'Espagne Isabelle Ferdinande de Bourbon[2].
- Salon de Gand (XXII) de 1853 : Hamlet et Horatio au cimetière[8].
- Salon de Bruxelles de 1854 : Hamlet au cimetière[3].

## Honneurs
- Chevalier de l'ordre de Léopold (5 février 1874)[9].
- Officier de l'ordre de Léopold (31 octobre 1883)[9].
- Chevalier de la Légion d'honneur, France[7].